# Dokument programowy: Opcje polityki wobec ludności cywilnej Gazy

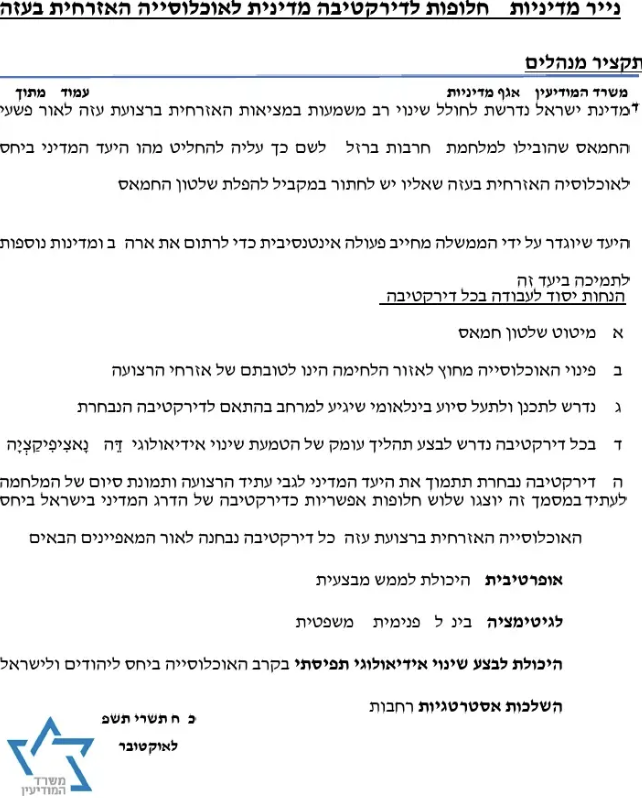
Strona z dokumentu

Dokument programowy: Opcje polityki wobec ludności cywilnej Gazy (hebr. ‏נייר מדיניות : חלופות לדירקטיבה מדינית לאוכלוסייה האזרחית בעזה‎) z dnia 13 października 2023 r. – dziesięciostronicowy dokument programowy przygotowany przez izraelskie Ministerstwo Wywiadu, w którym proponuje się przymusowe przeniesienie 2,3 miliona mieszkańców Strefy Gazy na półwysep Synaj w Egipcie.
W raporcie, który wyciekł do izraelskich mediów pod koniec października 2023 r., rozważono i odrzucono dwie dodatkowe alternatywy jako niewystarczające do ochrony bezpieczeństwa Izraela: zezwolenie Autonomii Palestyńskiej na rządzenie Gazą oraz zezwolenie na rozwój tam nowego, niezależnego od Hamasu samorządu lokalnego.
Premier Izraela Benjamin Netanjahu zlekceważył wyciek dokumentu, nazywając go hipotetycznym „dokumentem koncepcyjnym”.

## Treść
Artykuł zatytułowany „Dokument programowy: Opcje polityki wobec ludności cywilnej Gazy” został przygotowany przez izraelskie Ministerstwo Wywiadu, na którego czele stała Gila Gamli’el. Ma dziesięć stron i według daty 13 października 2023 r. powstał sześć dni po ataku Hamasu na Izrael w 2023 r.

### Opcja A
Pierwszą opcją zaproponowana w dokumencie jest „Opcja A”, czyli przywrócenie rządów Autonomii Palestyńskiej w Gazie. Jest ona wskazywana jako potencjalnie nieskuteczna w powstrzymywaniu ataków na Izrael i byłaby „bezprecedensowym zwycięstwem palestyńskiego ruchu narodowego – zwycięstwem, które pochłonie życie tysięcy izraelskich cywilów i żołnierzy i nie zapewni bezpieczeństwa Izraelowi”.

### Opcja B
Opcją B byłoby utworzenie nowego lokalnego samorządu w Gazie będącego alternatywą dla Hamasu. Również określona jako potencjalnie "nieskuteczna".

### Opcja C
Trzecia możliwość, Opcja C, proponuje przeniesienie 2,3 miliona mieszkańców Strefy Gazy na półwysep Synaj w Egipcie. W dokumencie zaproponowano realizację przesiedleń ludności w trzech etapach – najpierw założenie miast namiotowych na Synaju na południowy zachód od Strefy Gazy, następnie utworzenie bliżej nieokreślonego korytarza humanitarnego, a na koniec budowa stałych miast na północnym Synaju. Strefa bezpieczeństwa szeroka na kilka kilometrów między Izraelem a Egiptem uniemożliwiłaby wysiedlonym Palestyńczykom powrót do Strefy. W dokumencie nie omówiono, co stanie się ze Strefą Gazy po proponowanym przesiedleniu. Opcja C była powszechnie opisywane w mediach jako równoznaczna z czystkami etnicznymi.
W dokumencie stwierdza się, że wielu mieszkańców Gazy prosiło o umożliwienie opuszczenia Gazy i sugeruje wykorzystanie tego do operacji psychologicznej wśród mieszkańców Gazy i używania haseł takich jak: „Allah dopilnował, abyście stracili tę ziemię z powodu przywództwa Hamasu – teraz nie ma innego wyjścia niż przeniesienie się w inne miejsce z pomocą muzułmańskich braci”.
Dokument sugeruje, że Egipt, Turcja, Katar, Arabia Saudyjska oraz Zjednoczone Emiraty Arabskie mogłyby wesprzeć ten plan finansowo lub przyjmując uchodźców palestyńskich jako nowych obywateli. Kanadę wskazano również jako potencjalne miejsce przesiedlenia uchodźców ze względu na jej „łagodne” praktyki imigracyjne.